# Rough Cutt
Rough Cutt est un groupe de heavy metal et glam metal américain, originaire de Los Angeles, en Californie.

## Biographie
Rough Cutt démarre autour du chanteur Paul Shortino, les guitariste Jake E. Lee, clavier Claude Schnell, bassiste Joey Cristofanilli et batteur Dave Alford. Quintette vite rejoint par Chris Hager et Matt Thorr. Lee par en 1982, et est remplacé par Craig Goldy, ancien membre du groupe local Vengeance, de San Diego. Ronnie James Dio influencera grandement le développement du groupe. L'épouse de Dio, Wendy Dio, deviendra l'agent artistique du groupe, et Dio lui-même aidera à l'écriture des chansons du groupe. Rough Cutt contribuera aux chansons A Little Kindness et Used and Abused, produites par Dio et qui font participer Jake E Lee à la guitare. Goldy quitte à son tour Rough Cutt, pour jouer au sein de Giuffria, et est remplacé par Amir Derakh, guitariste d'origine iranienne.
Le personnel est désormais fixé pour plusieurs années. Rough Cutt peut s'atteler à l'enregistrement. Leur premier album studio est produit par Tom Allom (Black Sabbath, Judas Priest, Def Leppard), le second, Jack Douglas (Aerosmith). Pour la promotion, une tournée est planifiée à travers les États-Unis avec Krokus pour leur tournée The Blitz aux côtés d'Accept, suivie par une tournée avec Dio à leur tournée Sacred Heart, qui durera entre août et décembre 1985. Rough Cutt participent aussi au légendaire au festival Super Rock '85 le 10 août 1985 au Odaiba-Undohiroba d'Odaiba, à Tokyo, au Japon avec Foreigner, Mama's Boys, Sting, et des groupes japonais comme Earthshaker.
Shortino remplace en 1987 le chanteur Kevin DuBrow au sein de Quiet Riot, mettant un terme à l'aventure. Il revient brièvement en 2000 avec de nouveaux musiciens (notamment Jimmy Crespo, ancien guitariste d'Aerosmith). Rough Cutt devient The Cutt, mais l'affaire ne décolle pas, et le groupe se sépare.
Shortino reforme Rough Cutt en 2000 avec une nouvelle formation incluant l'ancien guitariste d'Aerosmith Jimmy Crespo, le claviériste James « J.T. » Garrett, le bassiste Sean McNabb, ancien membre de Quiet Riot et ami de Shortino, et le batteur John Homan du groupe Magnitude 9. Le groupe annonce la publication d'un EP, intitulé Sneak Peek, en 2000, mais annonce par la suite un album à la place. Sacred Place est publié en 2002 sous le nom de Paul Shortino's The Cutt sur le label de Shortino, MusicWorks Entertainment, et fait participer Brad Gillis, Carlos Cavazo, Howard Leese, Dave Whiston, Chuck Wright et Jason Boyleston. La formation de la période Warner Bros. de Rough Cutt se réunit pour un concert en octobre 2002 au Viper Room d'Hollywood, avec Shortino, Alford, Derakh, Hager, et Thorne. 
En 2005, Wounded Bird Records réédite les deux albums de la période Warner Bros. de Rough Cutt sous le titre Rough Cutt/Rough Cutt Wants You. En 2008, Deadline Records publie le double-album Anthology.

## Membres

### Mk. 1 (1982-1983)
- Paul Shortino - chant
- Jake E. Lee - guitare
- Claude Schnell - clavier
- Joey Cristofanilli - basse
- Dave Alford - batterie, chant

### Mk. 2 (1983-1984)
- Paul Shortino - chant
- Craig Goldy - guitare
- Chris Hager (†) - guitare
- Matt Thorr - basse
- Dave Alford - batterie, chant

### Mk. 3 (1984-1987)
- Paul Shortino - chant
- Amir Derakh - guitare
- Chris Hager - guitare
- Eddie Cantu - basse
- Dave Alford - batterie, chant

### Mk. 4 (1987)
- Parramore McCarty - chant
- Amir Derakh - guitare
- Chris Hager - guitare
- Matt Thorr - basse
- Dave Alford - batterie, chant

### Mk. 5 (2000)
- Paul Shortino - chant
- Jimmy Crespo - guitare
- J.T. Garrett - clavier
- Sean McNabb - basse
- John Homan - batterie

## Discographie
- 1985 : Rough Cutt
- 1985 : Wants You!
- 1996 : Rough Cutt Live
- 2002 : Sacred Place (sous le nom de Paul Shortino's The Cutt)
- 2008 : Anthology (compilation de maquettes, enregistrements publics années 1980)